# Volkszeitung (Tadschikistan)
Die Volkszeitung (russisch Народная газета Narodnaja gaseta; tadschikisch Рӯзномаи «Народная газета») ist ein russischsprachiges Veröffentlichungsorgan der Regierung Tadschikistans. Sie wird in der tadschikischen Hauptstadt Duschanbe verlegt und erscheint als Printzeitung einmal wöchentlich.

## Geschichte
Sie wurde am 10. Oktober 1925 per Beschluss des Orgbüros der Tadschikischen ASSR unter dem Namen Sowjetisches Tadschikistan (russisch Советский Таджикистан) gegründet, die zu diesem Zeitpunkt noch eine autonome Republik innerhalb der Usbekischen SSR gewesen ist, und fungierte seit der Gründung der Tadschikischen SSR im Jahr 1929 als Veröffentlichungsorgan des Zentralkomitees der tadschikischen KP, einer regionalen Unterorganisation der KPdSU. 1932 wurde sie in Kommunist Tadschikistans (russisch Коммунист Таджикистана) umbenannt. Nach der Unabhängigkeit Tadschikistans erhielt sie ihren jetzigen Namen, erscheint jedoch weiterhin ausschließlich in russischer Sprache. Während des Bürgerkriegs in Tadschikistan konnte die Zeitung nur unregelmäßig erscheinen, weswegen sie erst seit dem Jahr 1997 wieder regelmäßig veröffentlicht wird. 
Die Volkszeitung erscheint heutzutage in einer Auflage von 5000 Exemplaren und wird vom Verlag Scharki osod verlegt.

## Auszeichnungen
- Orden des Roten Banners der Arbeit